# 행간 주석
언어학에서 행간 주석(行間註釋, 영어: interlinear gloss)은 예문과 그 의역의 행간에 형태소마다 붙여지는 축차번역(逐次飜譯)을 가리킨다. 주해(註解) 또는 주석(註釋)이라고도 말한다.

## 주요 규칙
막스플랑크 진화인류학 연구소와 라이프치히 대학의 언어학 부문에 의해 다음 10가지 약속이 제안되었다.
1. 예문과 행간주석은 각 어휘마다 왼쪽으로 정렬한다.
2. 예문과 행간주석에서 형태소의 경계를 붙임표(-)로 표시한다. 예문과 행간주석에서 접어의 경계는 등호로 표시한다.
  1. 형태적으로 자립하지 않지만 음운적으로는 독자의 말인 요소는, 반각공백과 하이픈으로 표시해도 좋다.
3. 행간주석에서 문법적 형태소는 약호(略號)로 표시한다. 약호는 대문자(특히 작은 대문자)로 표기한다. 번역도착어에 대응하는 요소가 존재하는 경우, 그것을 사용하여 번역해도 좋다.
4. 예문의 한 요소가 행간주석에서 복수의 요소에 대응하는 경우, 행간주석의 축차번역(逐次飜譯)을 마침표로 나눈다.
  1. 예문의 한 형태소가 번역도착어에서 복수의 요소로밖에 대응하지 않는 경우, 축차번역을 밑줄문자(_)로 나눈다.
  2. 예문의 한 형태소가 명백히 구별되는 복수의 의미기능을 가지는 경우, 그 축차번역을 세미콜론으로 나누어도 좋다.
  3. 예문에서 복수의 형태소를 나누지 않고 제시하고 싶은 경우, 행간주석에서는 그 축차번역을 콜론으로 나누어도 좋다.
  4. 예문의 한 형태소가 다른 형태소의 연결과 관계 없는 교체에 따라 의미기능을 나타내는 경우, 그 축차번역을 백슬래쉬로 나누어도 좋다.
  5. 동작주(動作主)의 논항과 피동작주의 논항의 인칭 등을 동시에 나타내는 굴절접사가 있는 경우, 그 축차번역에 「>」를 써도 좋다. 「>」 앞에 동작주적 논항을, 뒤에 피동작주적 논항을 나타낸다.
5. 인칭과 수를 나타내는 형태소가 이 순서로 나타나는 경우, 마침표로 나누지 않는다.
6. 제로요소에 대응하는 축차번역은 대괄호로 둘러싼다. 혹은, 예문에 제로기호로 표시한다.
7. 내재석인 문법범주(문법적 성 따위)를 축차번역하는 경우, 소괄호로 둘러싼다.
8. 두 부분으로 이루어진 요소(접주사 따위)는 같은 행간주석을 반복한다. 혹은, 한 쪽에 특별한 레이블을 붙인다.
9. 접요사는 「< >」로 둘러싼다.
10. 중첩은 물결표로 나눈다.

## 약어
다음은 행간주석에서 쓰이는 약호의 일부의 목록이다.
| Leipzig Glossing Rules | Oxford Handbooks Online | 영어                                               | 의미                              |
| ---------------------- | ----------------------- | -------------------------------------------------- | --------------------------------- |
| 1                      | 1                       | first person                                       | 1인칭                             |
| 2                      | 2                       | second person                                      | 2인칭                             |
| 3                      | 3                       | third person                                       | 3인칭                             |
| a                      | a                       | agent-like argument of canonical transitive verb   | 표준적인 타동사의 동작주적 논항   |
| abs                    | abs                     | absolutive                                         | 절대격                            |
| acc                    | acc                     | accusative                                         | 대격                              |
| actfoc                 | -                       | Actor focus                                        | 행위자 초점                       |
| ad                     | -                       | adessive (en)                                      | 처격                              |
| all                    | all                     | allative                                           | 향격                              |
| art                    | art                     | article                                            | 관사                              |
| ben                    | ben                     | benefactive                                        | 수혜자격                          |
| caus                   | caus                    | causative                                          | 사역형; 사역동사; 원인격          |
| circ                   | -                       | circumfix                                          | 접주사                            |
| clf                    | clf                     | classifier                                         | 분류사                            |
| com                    | com                     | comitative                                         | 수반격                            |
| cond                   | cond                    | conditional                                        | 조건…                             |
| -                      | conj                    | conjunctive                                        | 접속법; 접속사                    |
|                        |                         | conn                                               | 연결사                            |
| cop                    | cop                     | copula                                             | 계사                              |
| cvb                    | cvb                     | converb (en)                                       | 부동사(副動詞)                    |
| dat                    | dat                     | dative                                             | 여격                              |
| dem                    | dem                     | demonstrative                                      | 지시사                            |
| det                    | det                     | determiner                                         | 한정사                            |
| du                     | du                      | dual                                               | 쌍수                              |
| erg                    | erg                     | ergative                                           | 능격                              |
| excl                   | excl                    | exclusive                                          | 제외                              |
| f                      | f                       | feminine                                           | 여성                              |
| foc                    | foc                     | focus                                              | 초점                              |
| gen                    | gen                     | genitive                                           | 속격                              |
| imp                    | imp                     | imperative                                         | 명령                              |
| incl                   | incl                    | inclusive                                          | 포함                              |
| ind                    | ind                     | indicative                                         | 직설법                            |
| inf                    | inf                     | infinitive                                         | 부정사(不定詞)                    |
| ins                    | ins                     | instrumental                                       | 구격                              |
| -                      | inter                   | interrogative                                      | 의문사, 의문…                     |
| ipfv                   | ipfv                    | imperfective                                       | 미완료상                          |
| irr                    | irr                     | irrealis                                           | 불확정법, 비현실상                |
| loc                    | loc                     | locative                                           | 처소격                            |
| neg                    | neg                     | negative                                           | 부정사                            |
| nmlz                   | nmlz                    | nominalizer/nominalization                         | 명사화                            |
| nom                    | nom                     | nominative                                         | 주격                              |
| m                      | m                       | masculine                                          | 남성                              |
| obj                    | obj                     | object                                             | 목적어                            |
| obl                    | obl                     | oblique                                            | 사격                              |
| p                      | p                       | patient-like argument of canonical transitive verb | 표준적인 타동사의 피동작주적 논항 |
| pass                   | pass                    | passive                                            | 수동태; 수동형; 수동태            |
| pfv                    | pfv                     | perfective                                         | 완료상                            |
| pl                     | pl                      | plural                                             | 복수                              |
| poss                   | poss                    | possessive                                         | 소유격                            |
| pred                   | pred                    | predicative (en)                                   | 술사; 서술어                      |
| pret                   | -                       | preterite                                          | 과거                              |
| prf                    | prf                     | perfect                                            | 완료상                            |
| prog                   | prog                    | progressive                                        | 진행형; 진행상                    |
| proh                   | proh                    | prohibitive                                        | 금지(법)                          |
| prs                    | prs                     | present                                            | 현재                              |
| pst                    | pst                     | past                                               | 과거                              |
| ptcp                   | ptcp                    | participle                                         | 분사                              |
| -                      | ptl                     | particle                                           | 불변화사                          |
| purp                   | purp                    | purposive                                          |                                   |
| -                      | red                     | reduplication                                      | 중첩                              |
| rel                    | rel                     | relative                                           | 관계사                            |
| -                      | rem                     | remote                                             |                                   |
| -                      | rls                     | realis (en)                                        | 현실상                            |
| s                      | s                       | single argument of canonical intransitive verb     | 표준적인 자동사의 단일논항        |
| sbj                    | sbj                     | subject                                            | 주어                              |
| sbjv                   | sbjv                    | subjunctive                                        | 가정법                            |
| sg                     | sg                      | singular                                           | 단수                              |

## 예
예문은 모두 Leipzig Glossing Rules을 따른 것으로, 번호는 #주요 규칙의 각 조항에 대응한다. 선두에 *가 붙은 것은 바람직하지 못한 서식임을 나타낸다.

## 같이 보기
- 한문 (일본)
- 루비 문자

## 참고 문헌
- Glossing Rules (Max Planck Institute for Evolutionary Anthropology Department of Linguistics). 2017년 4월 3일 열람.